# Maciej Śliwowski
Maciej Śliwowski (Varsovia, Polonia, 10 de enero de 1967) es un futbolista polaco retirado. Internacional con la selección polaca en nueve ocasiones, pasó gran parte de su trayectoria entre Polonia, Alemania y Austria.